# بایک از سیوه
بایک، همچنین با نام بایک از سیوه (به انگلیسی: Bayek of Siwa) شناخته می‌شود، یک شخصیت خیالی در فرنچایز بازی ویدئویی اساسینز کرید از یوبی‌سافت است. او نخستین بار در اساسینز کرید: سوگند صحرا، رمان پیش‌درآمد بازی ویدیوئی اساسینز کرید ریشه‌ها که در آن به عنوان قهرمان اصلی بازی می‌کند، ظاهر شد. او همچنین در اساسینز کرید ادیسه و در بازی موبایل اساسینز کرید: شورشی ظاهر می‌شود. ابوبکار سلیم از طریق ضبط حرکت، بایک را به تصویر می‌کشد.
در این مجموعه، بایک به عنوان آخرین مدجای مصر باستان به تصویر کشیده شده‌است که در سال‌های پایانی مدجای امپراتوری بطلمیوسی مصر قبل از الحاق آن به امپراتوری روم زندگی می‌کند. بایک در دهکده دورافتاده سیوه زاده و بزرگ شده‌است، عنوان مدجای را از پدر خود به ارث برده و زندگی خود را وقف حفاظت از امنیت و رفاه مردم می‌کند. او مصر را طی می‌کند و با نیروهای اشغالگر رومی امپریالیست می‌جنگد و در عین حال گذشته تراژیک توطئه، از دست دادن و مرگ را آشکار می‌کند.
بایک با استقبال مثبت رو به رو شده و یکی از محبوب‌ترین شخصیت‌های اساسین در این مجموعه است. کالاهای مختلفی برای این شخصیت مانند سایر قهرمانان مجموعه منتشر شده‌ است.